# کلیفورد ادموند باسورث
کلیفورد ادموند باسورث (به انگلیسی: Clifford Edmund Bosworth) (متولد ۲۹ دسامبر ۱۹۲۸، شفیلد، انگلستان-درگذشتهٔ ۲۸ فوریه ۲۰۱۵، یئوویل، انگلستان)، تاریخ‌دان و خاورشناس، استاد دانشگاه منچستر بود. وی مقاله‌هایی در دانشنامه‌های ایرانیکا، بریتانیکا، آمریکانا، و دانشنامه اسلام نوشته است. او جزء ویراستاران ویرایش دوم دانشنامه اسلام و سردبیر ایران: مجله انجمن ایرانشناسی بریتانیا بود.

## تحصیلات
شاگرد اول دوره لیسانس تاریخ مدرن کالج جان، دانشگاه آکسفورد به سال ۱۹۵۲؛ فوق لیسانس به سال ۱۹۵۷؛ شاگرد اول فوق لیسانس خاورمیانه‌شناسی (فارسی، عربی، ترکی) در دانشگاه ادینبرا به سال ۱۹۵۶؛ دریافت دکترا در سال ۱۹۶۷ از دانشگاه ادینبرا در سال ۱۹۶۱؛ فوق لیسانس دانشگاه منچستر به سال ۱۹۷۱.

## سمت دانشگاهی
مدرس زبان عربی در دانشگاه سنت آندروس به سال ۱۹۵۶–۱۸۶۵، ۱۹۶۶–۱۹۶۷؛ استاد مدعو در دانشگاه تورنتو در سال ۱۹۶۵–۱۹۶۶؛ استاد مطالعات عربی در دانشگاه منچستر به سال ۱۹۶۷ تا ۱۹۹۰ و اکنون استاد بازنشسته. استاد مدعو مرکز خاورمیانه‌شناسی دانشگاه یو سی ال ای در ۱۹۶۹؛ استاد مدعو در دانشگاه کویت در ۱۹۷۵؛ استاد افتخاری دانشگاه ویلز، لمپتر از تاریخ ۱۹۹۷؛ استاد مدعو انجمن عربی‌شناسی و اسلام‌شناسی دانشگاه اکستر در ۲۰۰۴.

## آثار
- غزنویان، امپراتوری آنها در افغانستان و ایران شرقی ۹۹۴–۱۰۴۰، انتشارات دانشگاه ادینبورگ ۱۹۶۳، چاپ دوم. بیروت ۱۹۷۳، repr. دهلی نو ۱۹۹۲ (ترجمه فارسی).
- سلسله‌های اسلامی، کتاب گاه‌شماری و تبارشناسی، انتشارات دانشگاه ادینبورگ ۱۹۶۷، ویرایش اصلاح‌شده. ۱۹۸۰ (ترکیه‌های روسی، فارسی، ترکی، عربی و فرانسوی).
- سیستان تحت فرمان اعراب، از فتح اسلامی تا ظهور صفاریان (۳۰–۲۵۰/۶۵۱–۸۶۴)، IsMEO, Rome 1968 (ترجمه فارسی).
- کتاب اطلاعات کنجکاو و سرگرم‌کننده، لطائف المعارف ثعلیبی ترجمه شده به انگلیسی، انتشارات دانشگاه ادینبورگ ۱۹۶۸.
- (ویراستار) ایران و اسلام، به یاد ولادیمیر مینورسکی، انتشارات دانشگاه ادینبورگ ۱۹۷۱.
- (ویراستار، با جوزف شاخت) میراث اسلام، چاپ جدید، چاپ کلرندون، آکسفورد ۱۹۷۴ (عربی، کویت، ۱۹۹۸).
- جهان ماقبل اسلامی در قرون وسطی، ساسانیان در جامعه و ادبیات عرب، جلد ۲، بریل، لیدن، ۱۹۷۶.
- تاریخ قرون وسطی ایران، افغانستان و آسیای مرکزی، Variorum، مجموعه مطالعات، لندن ۱۹۷۷.
- اواخر عهد غزنوی، شکوه و زوال در افغانستان و شمال هند ۱۰۴۰–۱۱۸۶، انتشارات دانشگاه ادینبورگ ۱۹۷۷، repr. دهلی نو ۱۹۹۲ (ترجمه فارسی)
- ترجمه انگلیسی المقریزی «کتاب نزاع و نزاع دربارهٔ روابط بنی امیه و بنی هاشم» مجله منشور مطالعات سامی، ۳، منچستر ۱۹۸۱.
- فرهنگ و دیوان عرب قرون وسطی، لندن ۱۹۸۲.
- (ویراستار، با کارول هیلنبراند) ایران قاجار، تغییرات سیاسی، اجتماعی و فرهنگی ۱۸۰۰–۱۹۲۵ [= Festschrift for L.P. Elwell-Sutton]، انتشارات دانشگاه ادینبورگ ۱۹۸۴.
- تاریخ طبری. جلد ۳۲. اتحاد مجدد خلافت عباسی. خلافت مأمون ۸۱۲–۸۳۳/ه‍.ق ۱۹۸–۲۱۳، ترجمه و حاشیه نویسی شده توسط C.E. Bosworth, SUNY Press, Albany 1987.
- تاریخ طبری. جلد ۳۰. خلافت عباسی در تعادل خلافت موسی الهادی و هارون الرشید ۷۸۵–۸۰۹/ه‍.ق ۱۶۹–۱۹۳، ترجمه و حاشیه نویسی شده توسط C.E.Bosworth, SUNY Press, Albany 1989.
- بهاءالدین عاملی و گلچین‌های ادبی او، مجلهٔ تک نگاری‌های مطالعات سامی، ۱۰، منچستر ۱۹۸۹.
- تاریخ طبری. جلد ۳۳. طوفان و تنش در مرزهای شمالی خلافت عباسی. خلافت المعتصم ۸۳۳–۸۴۲/ه‍.ق ۲۱۸–۲۲۷، ترجمه و حاشیه نویسی C.E. Bosworth, SUNY Press, Albany 1991. (ویراستار با M.E.J. Richardson) Richard Bell, A Commentary on the Quran, University of Manchester (Journal of Semitic Studies) 1991, 2 vols.
- تاریخ صفاریان سیستان و ملوک نیمروز (۲۴۷/۸۶۱ تا ۹۴۹/۱۴۵۲–۳)، سخنرانی‌های کلمبیا دربارهٔ ایران‌شناسی شماره. ۷، کاستا مسا، کالیفرنیا و نیویورک ۱۹۹۴(ترجمه فارسی).
- اعراب، بیزانس و ایران. مطالعاتی در تاریخ و فرهنگ اولیه اسلامی، مجموعه مقالات گردآوری شده، انتشارات Ashgate, Aldershot 1996.
- سلسله‌های جدید اسلامی کتاب راهنمای زمانی و نسب‌شناسی، انتشارات دانشگاه ادینبورگ ۱۹۹۶.
- (ویراستار همراه با محمد عاصم) تاریخ تمدن‌های آسیای مرکزی یونسکو، جلد. چهارم، سن موفقیت. ۷۵۰ پس از میلاد تا پایان قرن پانزدهم. قسمت ۱، محیط تاریخی، اجتماعی و اقتصادی، پاریس ۱۹۹۸. بخش ۲، دستاوردهای ادبی، فرهنگی، هنری و علمی، پاریس ۲۰۰۰.
- تاریخ طبری. جلد۵ ساسانیان، بیزانسیان، لخمیان و یمن، ترجمه و حاشیه‌نویسی شده توسط سی.ای. بوسورث، انتشارات SUNY، آلبانی ۱۹۹۹ (ویراستار و مشارکت‌کننده در چهار فصل)
- یک قرن شرق‌شناسی انگلیسی ۱۹۰۲–۲۰۰۱ ، انتشارات دانشگاه آکسفورد برای آکادمی بریتانیا ۲۰۰۱.
- ترجمه تاریخ مسعودی با تفسیر تاریخی، جغرافیایی و زبانی به انگلیسی برای دانشگاه کلمبیا، ۳ جلد
- یک اسکاتلندی بی‌باک: ویلیام لیتگو در امپراتوری عثمانی و سرزمین‌های مدیترانه ۲۱–۱۶۰۹، آلدرشات ۲۰۰۶.

## جوایز
- مدال نقره ابن سینا یونسکو، ۱۹۹۸
- جایزه بنیاد دکتر محمود افشار برای کمک به مطالعات ایران، ۲۰۰۱
- جایزه وزارت فرهنگ و ارشاد اسلامی، تهران، برای کمک به مطالعات تاریخی ایران، ۲۰۰۳

## مشارکت‌ها
- مشارکت در نوشتن تاریخ ایران کمبریج[۴]
- ۲۰۰ مقاله در دانشنامه اسلام ویرایش دوم؛ ۱۰۰ مقاله در دانشنامه ایرانیکا؛ تعدادی مقاله در دانشنامه آمریکانا، دیکشنری قرون میانه؛ نویسنده مقاله "Caliphate, empire of the" در دانشنامه بریتانیکا، ویرایش ۱۵ ام؛ نویسنده بخش‌هایی از تاریخ ایران کمبریج، جلد ۳ و ۴ و ۵؛ نویسنده بخش‌هایی از تاریخ ادبیات عرب کمبریج در جلد ۱ و ۳؛ نویسنده بخش‌هایی از تاریخ تمدن آسیای میانه یونسکو در جلدهای ۴ و ۵